# Diocesi di Khunti
La diocesi di Khunti (in latino Dioecesis Khuntiensis) è una sede della Chiesa cattolica in India suffraganea dell'arcidiocesi di Ranchi. Nel 2021 contava 95.293 battezzati su 909.000 abitanti. È retta dal vescovo Binay Kandulna.

## Territorio
La diocesi comprende il distretto di Khunti, la parrocchia di Bandgaon nel distretto del Singhbhum Occidentale, la parrocchia di Kudda nel distretto di Gumla e la parte sud-orientale del distretto di Ranchi nello stato indiano del Jharkhand.
Sede vescovile è la città di Khunti, dove si trova la cattedrale di San Michele Arcangelo.
Il territorio è suddiviso in 19 parrocchie.

## Storia
La diocesi è stata eretta il 1º aprile 1995 con la bolla Magnopere licuit di papa Giovanni Paolo II, ricavandone il territorio dall'arcidiocesi di Ranchi.

## Cronotassi dei vescovi
Si omettono i periodi di sede vacante non superiori ai 2 anni o non storicamente accertati.
- Stephen M. Tiru † (1º aprile 1995 - 3 marzo 2012 deceduto)
- Binay Kandulna, dal 30 novembre 2012

## Statistiche
La diocesi nel 2021 su una popolazione di 909.000 persone contava 95.293 battezzati, corrispondenti al 10,5% del totale.
| anno | popolazione | popolazione | popolazione | presbiteri | presbiteri | presbiteri | presbiteri                | diaconi | religiosi | religiosi | parrocchie |
| anno | battezzati  | totale      | %           | numero     | secolari   | regolari   | battezzati per presbitero | diaconi | uomini    | donne     | parrocchie |
| ---- | ----------- | ----------- | ----------- | ---------- | ---------- | ---------- | ------------------------- | ------- | --------- | --------- | ---------- |
| 1999 | 72.917      | 801.179     | 9,1         | 48         | 26         | 22         | 1.519                     |         | 36        | 113       | 17         |
| 2000 | 72.872      | 811.745     | 9,0         | 51         | 27         | 24         | 1.428                     |         | 35        | 113       | 17         |
| 2001 | 72.987      | 818.537     | 8,9         | 47         | 27         | 20         | 1.552                     |         | 31        | 113       | 18         |
| 2002 | 73.893      | 821.382     | 9,0         | 50         | 29         | 21         | 1.477                     |         | 31        | 114       | 18         |
| 2003 | 73.992      | 816.204     | 9,1         | 51         | 32         | 19         | 1.450                     |         | 29        | 115       | 18         |
| 2004 | 79.609      | 856.600     | 9,3         | 60         | 31         | 29         | 1.326                     |         | 39        | 117       | 19         |
| 2006 | 81.989      | 872.569     | 9,4         | 61         | 32         | 29         | 1.344                     |         | 40        | 117       | 19         |
| 2013 | 88.492      | 935.000     | 9,5         | 74         | 29         | 45         | 1.195                     |         | 66        | 160       | 19         |
| 2016 | 92.041      | 971.000     | 9,5         | 86         | 30         | 56         | 1.070                     |         | 82        | 168       | 19         |
| 2019 | 94.252      | 1.006.150   | 9,4         | 86         | 32         | 54         | 1.095                     |         | 88        | 170       | 19         |
| 2021 | 95.293      | 909.000     | 10,5        | 83         | 35         | 48         | 1.148                     |         | 90        | 168       | 19         |